# Scopula isodesma
Scopula isodesma là một loài bướm đêm trong họ Geometridae.